# Nicolae Naghirneac
Nicolae Naghirneac (n.  ?) a fost un pilot român de aviație, as al Aviației Române din cel de-al Doilea Război Mondial.
Locotenentul av. Nicolae Naghirneac a fost decorat cu Ordinul Virtutea Aeronautică cu spade, clasa Crucea de Aur cu prima și a doua baretă (ambele la 6 octombrie 1944).
Căpitanul aviator Nicolae Naghirneac a fost trecut în cadrul disponibil la 9 august 1946, în baza legii nr. 433 din 1946, și apoi, din oficiu, în poziția de rezervă la 9 august 1947.

## Decorații
- Ordinul „Virtutea Aeronautică” cu spade, clasa Crucea de Aur cu 1 baretă (6 octombrie 1944)[1]
- Ordinul „Virtutea Aeronautică” cu spade, clasa Crucea de Aur cu 2 barete (6 octombrie 1944)[1]